# Vauclerc
Vauclerc és un municipi francès, situat al departament del Marne i a la regió del Gran Est. L'any 2007 tenia 458 habitants.

## Demografia

### Població
El 2007 la població de fet de Vauclerc era de 458 persones. Hi havia 166 famílies, de les quals 20 eren unipersonals (4 homes vivint sols i 16 dones vivint soles), 65 parelles sense fills, 73 parelles amb fills i 8 famílies monoparentals amb fills.
La població ha evolucionat segons el següent gràfic:
Habitants censats

### Habitatges
El 2007 hi havia 176 habitatges, 166 eren l'habitatge principal de la família, 1 era una segona residència i 9 estaven desocupats. Tots els 176 habitatges eren cases. Dels 166 habitatges principals, 157 estaven ocupats pels seus propietaris, 6 estaven llogats i ocupats pels llogaters i 3 estaven cedits a títol gratuït; 2 tenien dues cambres, 6 en tenien tres, 51 en tenien quatre i 107 en tenien cinc o més. 161 habitatges disposaven pel capbaix d'una plaça de pàrquing. A 49 habitatges hi havia un automòbil i a 111 n'hi havia dos o més.

### Piràmide de població
La piràmide de població per edats i sexe el 2009 era:
| Homes | Edats   | Dones |
| ----- | ------- | ----- |
| 0     | 95 o +  | 0     |
| 0     | 90 a 94 | 0     |
| 0     | 85 a 89 | 0     |
| 0     | 80 a 84 | 0     |
| 12    | 75 a 79 | 0     |
| 4     | 70 a 74 | 8     |
| 12    | 65 a 69 | 0     |
| 4     | 60 a 64 | 12    |
| 8     | 55 a 59 | 0     |
| 20    | 50 a 54 | 24    |
| 20    | 45 a 49 | 36    |
| 20    | 40 a 44 | 20    |
| 16    | 35 a 39 | 4     |
| 16    | 30 a 34 | 16    |
| 16    | 25 a 29 | 12    |
| 12    | 20 a 24 | 4     |
| 28    | 15 a 19 | 8     |
| 12    | 10 a 14 | 12    |
| 0     | 5 a 9   | 20    |
| 20    | 0 a 4   | 16    |

## Economia
El 2007 la població en edat de treballar era de 331 persones, 232 eren actives i 99 eren inactives. De les 232 persones actives 207 estaven ocupades (115 homes i 92 dones) i 24 estaven aturades (13 homes i 11 dones). De les 99 persones inactives 29 estaven jubilades, 37 estaven estudiant i 33 estaven classificades com a «altres inactius».

### Ingressos
El 2009 a Vauclerc hi havia 183 unitats fiscals que integraven 498,5 persones, la mediana anual d'ingressos fiscals per persona era de 17.568 €.

### Activitats econòmiques
Dels 6 establiments que hi havia el 2007, 1 era d'una empresa de construcció, 1 d'una empresa de comerç i reparació d'automòbils, 1 d'una empresa de transport, 1 d'una empresa d'hostatgeria i restauració i 2 d'empreses classificades com a «altres activitats de serveis».
Dels 2 establiments de servei als particulars que hi havia el 2009, 1 era un taller de reparació d'automòbils i de material agrícola i 1 restaurant.
L'any 2000 a Vauclerc hi havia 3 explotacions agrícoles que ocupaven un total de 561 hectàrees.

## Equipaments sanitaris i escolars
El 2009 hi havia una escola elemental.

## Poblacions més properes
El següent diagrama mostra les poblacions més properes.